# 6013 Andanike
6013 Andanike (1991 OZ) là một tiểu hành tinh vành đai chính được phát hiện ngày 18 tháng 7 năm 1991 bởi H. E. Holt ở Palomar.